# Aenictus cornutus
Aenictus cornutus är en myrart som beskrevs av Auguste-Henri Forel 1900. Aenictus cornutus ingår i släktet Aenictus och familjen myror. Inga underarter finns listade i Catalogue of Life.